# Sławomir Kupczak
Sławomir Kupczak (ur. 2 maja 1979 we Wrocławiu) – polski kompozytor i wykonawca muzyki współczesnej.

## Biografia
Studiował w Akademii Muzycznej we Wrocławiu w klasie kompozycji u Jana Wichrowskiego oraz realizacji kompozycji komputerowej u Cezarego Duchnowskiego. Następnie studiował podyplomowo u Cezarego Duchnowskiego oraz Stanisława Krupowicza. Uczestniczył w międzynarodowych kursach dla młodych kompozytorów, był też stypendystą Ministra Kultury, Fundacji Przyjaciół Warszawskiej Jesieni, Stowarzyszenia Autorów ZAiKS i Ernst von Siemens Musikstiftung.
W swojej wczesnej twórczości Kupczak inspirował się polską muzyką współczesną, podając jako inspiracje nazwiska Tadeusza Bairda, Kazimierza Sikorskiego, Witolda Lutosławskiego, Pawła Szymańskiego i Zygmunta Krauze. Według PWM, skupiał się na komponowaniu dużych form z wykorzystaniem elektroniki.
Pisał utwory na zamówienie wielu festiwali i instytucji muzycznych, a jego kompozycje były wykonywane na takich festiwalach jak Warszawska Jesień, Musica Polonica Nova we Wrocławiu, Musica Electronica Nova we Wrocławiu, Audio Art w Warszawie, Śląskie Dni Muzyki Współczesnej w Katowicach, Chanterelle Festival w Ostrowiu Wielkopolskim, Warszawskie Spotkania Muzyczne, Turning Sounds 2.
Pisał także utwory dla znanych wykonawców muzyki współczesnej, m.in. dla Agaty Zubel „Akwaforta” na głos żeński, okarynę, flet prosty, taśmę i komputer z 2002 oraz „et cetera” na głos, instrumenty dęte, kwartet smyczkowy i komputer z 2005), Andrzeja Bauera („Anafora V” na wiolonczelę i komputer z 2004), albo Cezarego Duchnowskiego („Akwaforta, Cikada String Quartet – Anafora VI” na kwartet smyczkowy i komputer z 2005).
W 2004 jego utwór „Anafora V” na wiolonczelę i komputer reprezentował Polskie Radio na Międzynarodowej Trybunie Muzyki Elektroakustycznej UNESCO w Rzymie. W 2006 utwór ten zajął IV lokatę na 53. Międzynarodowej Trybunie Kompozytorów w Paryżu. Również w 2006 jego „Lament” na głos żeński, wiolonczelę, fortepian i taśmę zdobył II nagrodę na Konkursie Młodych Kompozytorów im. T. Bairda w Warszawie. W roku 2019 „Halny” na elektronikę i improwizującą flecistkę otrzymał rekomendacje 66. Międzynarodowej Trybuny Kompozytorów. 
Kupczak poza kompozycją zajmował się grą na skrzypcach. Wykonywał utwory muzyki współczesnej, zarówno solowe, jak i kameralne. W latach 2000–2002 grał w orkiestrze smyczkowej Tech-no Orchestra, a w latach 2002-2004 członkiem Teatru ZAR przy Instytucie im. Jerzego Grotowskiego we Wrocławiu. Wspólnie z Cezarym Duchnowskim i Pawłem Hendrichem tworzą grupę Phonos ek Mechanes wykonującą muzykę improwizowaną (live electronics).

## Lista kompozycji
Lista ważniejszych kompozycji do 2019 według Polskiego Centrum Informacji Muzycznej:
- Anafora I na fortepian (1998-99)
- Energetic play na sinfoniettę (2000)
- Anafora II na kwartet smyczkowy (2001)
- Concertino na skrzypce i taśmę (2001)
- Casus to John Cage na flet prosty, klarnet, puzon, skrzypce, kontrabas, fortepian, pokrywkę od garnka, telefony komórkowe i dyrygenta (2001)
- Silly Nilly for string orchestra, alt saxophone and tape (2001-2002)
- Akwaforta na głos żeński, okarynę, flet prosty, taśmę i komputer (2002)
- Anafora III na klawesyn, skrzypce i fagot (2002)
- Palimpsest na orkiestrę smyczkową i taśmę (2002)
- Anafora IV na taśmę (2003)
- Rymowanki na marimbę i smyczki (2003)
- Fluxus, utwór sceniczny na głos żeński, skrzypce, fortepian, tancerki, aktora i komputer (2003)
- Anafora V na wiolonczelę i komputer (2004)
- Cetirizini dihydrochloridum na taśmę (2004)
- Res Facta na flet i fortepian (2004)
- Anafora VI na kwartet smyczkowy i komputer (2005)
- Figliki na elektronikę i fortepian preparowany (2005)
- et cetera na głos, instrumenty dęte, kwartet smyczkowy i komputer (2005)
- Kreacja I (myśląc o Tomaszu Sikorskim) na flety proste, klawesyn i elektronikę (2005-2006)
- Ballada na klarnet, skrzypce, wiolonczelę i fortepian (2006)
- Divertimento na 8 instrumentów (2006)
- Lament na głos żeński, wiolonczelę, fortepian i taśmę (2006-2007)
- Kreacja II, poemat na violę da gamba, klawesyn, flet prosty i elekronikę (2007)
- De profundis na głosy (2008)
- Penultima na wiolonczelę i orkiestrę kameralną (2008)
- Rukola na sinfoniettę (2009)
- Novella na komputer (2007-2009)
- Dossier A.Z. na trzy saksofony i orkiestrę (2009/2010)
- I Symfonia Capax Dei na orkiestrę i chór mieszany (2008-2010)
- Fryderyk Chopin. Ciennik osobisty - instalacja dźwiękowa na podstawie listów kompozytora ( live electronics, 2010)
- Figment na orkiestrę (2011)
- White over Red na chór mieszany (2010/2011)
- Kolibry na orkiestrę (2012)
- Analogya 1 na theremin, syntezatory analogowe i zespół kameralny (2012)
- KAPELUSZ na komputer (2012)
- Krawędzie na orkiestrę smyczkową, perkusję i elektronikę (2013)
- Analogya 2 na dwa flety, fortepian, przedmioty i komputer (2013/2014)
- Trzecie miejsce po przecinku na klarnet, skrzypce, wiolonczelę, fortepian
- 4 tańce z przygrywką na akordeon i elektronikę (2014)
- II Symfonia na gitarę elektryczną, perkusję, elektronikę i 100 motocykli (2014)
- Rysa na komputer (2015)
- Voyager, opera kameralna (2015)
- nie wiem - performance plenerowy na zespół muzyków improwizujących i performera (2016)
- Widziałem Cię na kontratenor i fortepian (2016)
- Trzy tańce na dwoje skrzypiec i elektronikę (2016)
- Pełnia na rhodes piano, orkiestrę smyczkową i elektronikę (2017)
- Naira na osiem wiolonczel (2017)
- Halny na elektronikę i improwizującą flecistkę (2017)
- Wrażliwe dane na fortepian, altówkę i wiolonczelę (2018)
- Cud niedokonany, czyli Wielki Odpust w Kalwarii Pacławskiej '39 na sopran, kontratenor, dwóch recytatorów, chór mieszany, orkiestrę symfoniczną i elektronikę (2018)
- Halny 2 na elektronikę i improwizujących muzyków ludowych (2018)
- bum na komputer (2018)
- Koncert na fortepian i komputer (2019)
- Diva na sopran i kwartet smyczkowy (2019)